# Vladimír Kobielsky
Vladimír Kobielsky (výslovnost:  [Vlaďimír Kobjelski]), původním jménem Vladimír Kobielský (* 26. červenec 1975, Vranov nad Topľou) je slovenský divadelní, dabingový a filmový herec. Je hlasem v upoutávkách na TV Doma. V uměleckém směru vystupuje pod příjmením Kobielsky bez diakritiky.
Absolvoval Konzervatoř v Košicích a studium herectví na VŠMU v Bratislavě. V roce 2003 se stal členem činohry SND.
Se svojí ženou Alenou má syny Kristiána a Krištofa a dceru Kláru.

## Filmografie
- 1997: Zlatá podkova, zlaté pero, zlatý vlas
- 1998: Kovladov dar
- 2001: Kováč Juraj
- 2004: O dve slabiky pozadu
- 2008 – 2016: Panelák (Jakub Švehla)
- 2011 – 2012: Dr. Ludsky
- 2018 – současnost: Oteckovia

## Ocenění
- 1998: DOSKY '98 – za absolventské představení Na koho to slovo padne získal spolu s Robertem Jakab, Jurajem Kemka, Mariánem Miezga a Lukášem Latinák ocenění v kategorii Objev sezóny.[2]